# Het (peuple)
Pour les articles homonymes, voir Het.

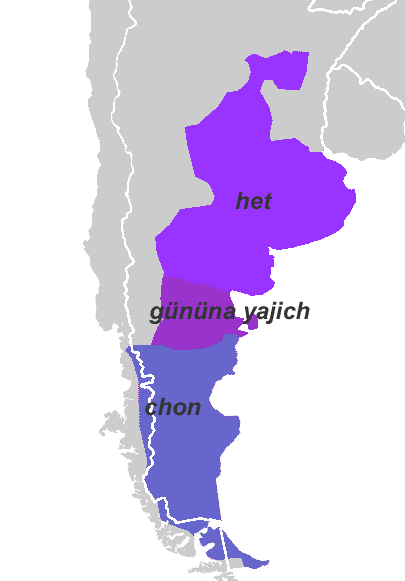
Aire de répartition du peuple Het au sein du « Cône sud » (en violet sur la carte).

Les Hets sont un peuple autochtone aujourd'hui disparu qui peuplait la zone pampéenne de l'Argentine au moment de l'arrivée des espagnols au XVIe siècle.
Les avás (ou guaranís) les appelaient Querandís. Ils sont aussi connus  sous le nom d'indiens pampas (anciens pampas, antérieurs au XIXe siècle). Les mapuches ou  araucans les appelaient puelches c’est-à-dire hommes de l'est. Mais cette ethnie s'appelait elle-même hets et se subdivisait en trois groupes principaux : les chechehets, les didiuhets et les taluhets.
À l'arrivée des Européens, ce peuple de cueilleurs-chasseurs n'était pas sédentaire, et donc l'aire qu'ils occupaient était quelque peu fluctuante. Toutefois, approximativement, on peut dire qu'ils occupaient la région pampéenne à l'ouest du río Paraná ; c’est-à-dire les provinces argentines actuelles de la Pampa, et de Buenos Aires, le centre et le sud de celle de Santa Fe (au sud du Río Tercero),et  une grande partie de celle de Córdoba. Ils étaient adaptés au milieu écologique de la "pampasie" tempérée et leur limite nord coïncidait donc avec le début du Gran Chaco aux environs du 31e parallèle, tandis qu'à l'ouest ils étaient limités par la continentalité et la sècheresse des régions de la province de Mendoza et du Cuyo.
Leur langue faisait partie de la famille linguistique pano.
Cependant, leur population fut plus que décimée à la fin du XVIIIe siècle par des épidémies, et cela facilita l'invasion mapuche de leur territoire et leur rapide assimilation au point de vue culturel. C'est pourquoi il est aujourd'hui très difficile de trouver des traces de leur langue originelle ou de dialectes de celle-ci.